# Metrópole da Coreia
Metrópole da Coreia (em coreano:  정교회 한국 대교구, em grego:  Μητρόπολη Κορέας, transl.: Mitrópoli Koréas) é uma diocese ortodoxa sob a jurisdição do Patriarcado de Constantinopla na Coreia (de fato na Coreia do Sul). O bispo governante é Ambrósio Zografos, metropolita da Coreia e Exarca do Japão, desde 28 de maio de 2008.